# Space Fence

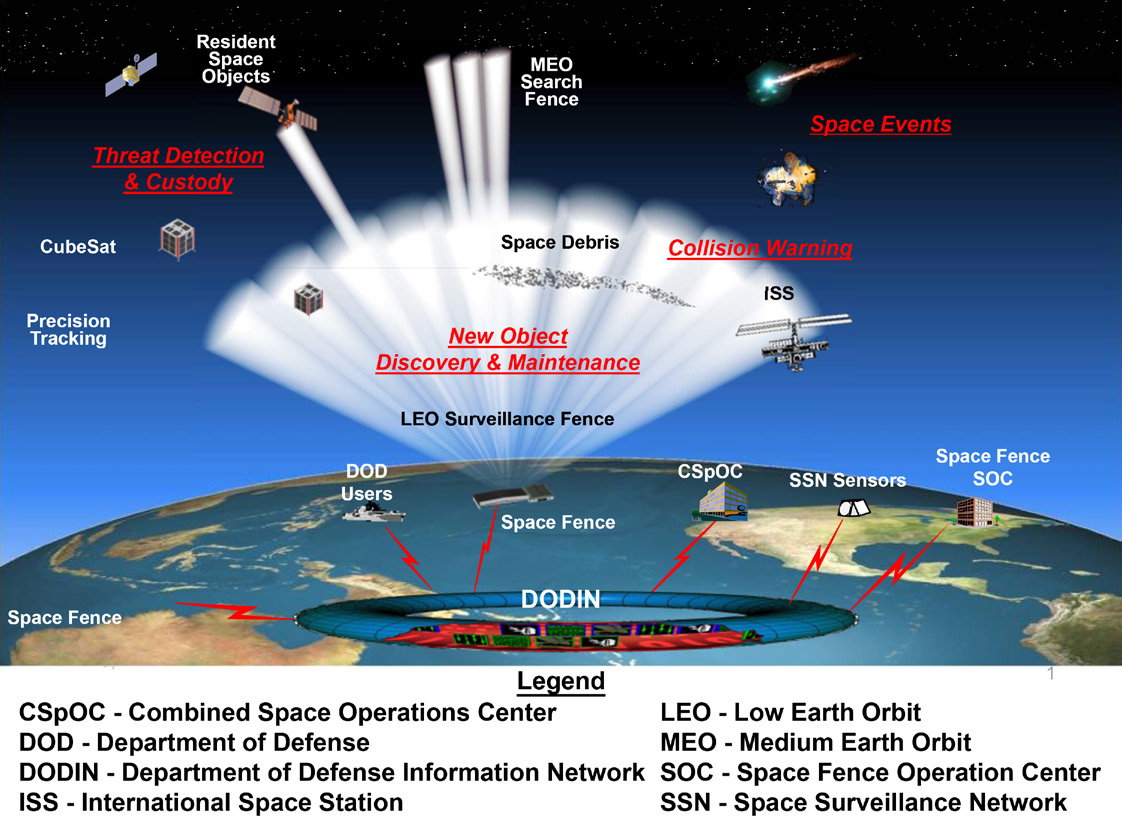
Схема Space Fence

Space Fence (англ. космічна огорожа) — система контролю космічного простору, яка експлуатується Космічними силами США для відстеження штучних супутників і космічного сміття на геоцентричних орбітах.
Контракти на розробку та будівництво було укладено в 2014 році, а в 2020 році система була оголошена працездатною.
Перший об'єкт Space Fence було вирішено розташувати на атолі Кваджалейн на Маршаллових островах, а ще один радіолокаційний майданчик за необхідності створити в Західній Австралії.

## Історія

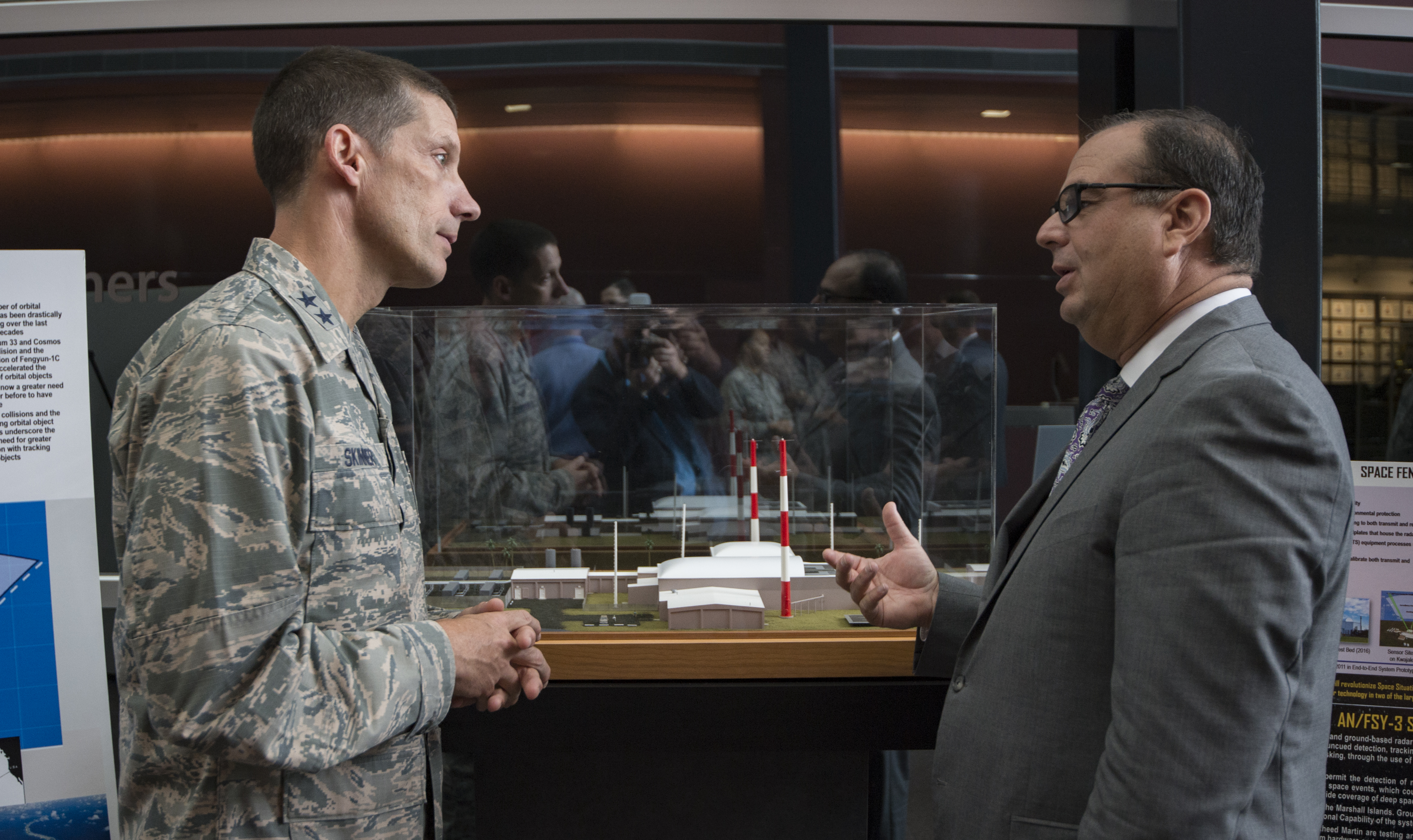
Заступник голови Командування космічних операцій США Повітряних сил США приймає макет радіолокаційного майданчика Space Fence на авіабазі Петерсон.

Початкові плани модернізації застарілої Системи космічного спостереження Повітряних сил були розроблені в 2009 році. 850-а група електронних систем Повітряних сил США, Центр електронних систем, 11 червня 2009 року уклала три дослідницькі контракти на 30 мільйонів доларів із компаніями Lockheed Martin, Northrop Grumman і Raytheon.
Передбачалося, що нова система Space Fence складатиметься з двох або трьох наземних радарів S-діапазону, призначених для виявлення, відстеження та точного вимірювання орбітальних космічних об'єктів, і мав замінити Систему космічного спостереження Повітряних сил. Коротша довжина хвилі S-діапазону Space Fence дозволяє виявляти набагато менші супутники та космічне сміття.
Зіткнення супутників Космос-2251 і Iridium 33 10 лютого 2009 року, яке створило сотні нових уламків на геоцентричних орбітах, підкреслило необхідність більш точного відстеження космічних об'єктів.
Плани присудження остаточного контракту були відкладені через секвестр бюджету федерального уряду на початку 2013 року, а Система космічного спостереження Повітряних сил США, попередниця Space Fence, через скорочення бюджету припинила роботу у вересні 2013 року.
У 2014 році Lockheed Martin уклав контракт на наземні споруди Space Fence з General Dynamics. Наземні споруди включають приймальну решітку, охолоджувальне обладнання, радіокуполи та інші будівлі. Основна система Space Fence, придбана повітряними силами, розташована на атолі Кваджалейн на Маршаллових островах.
Космічні сили США оголосили систему Space Fence працездатною 28 березня 2020 року.

## Угоди про обмін даними
Станом на листопад 2014 року, Стратегічне командування США оголосило про угоди про обмін даними щонайменше із сімома країнами та 44 компаніями, але подробиці цих угод не були оприлюднені, і було незрозуміло, яка частка даних Space Fence буде розсекречена.
Країни, які мають угоди про доступ до даних Space Fence, включають Австралію, Японію, Італію, Канаду, Францію, Південну Корею та Велику Британію. До організацій, які мають доступ до даних Space Fence, належать Європейське космічне агентство та європейська організація метеорологічних супутників EUMETSAT.